# Ampelisca gibba
Ampelisca gibba är en kräftdjursart som beskrevs av Georg Ossian Sars 1882. Ampelisca gibba ingår i släktet Ampelisca och familjen Ampeliscidae. Arten är reproducerande i Sverige. Inga underarter finns listade i Catalogue of Life.